# Resolution 283 des Sicherheitsrates der Vereinten Nationen
Die Resolution 283 des Sicherheitsrats der Vereinten Nationen war eine Resolution des Sicherheitsrats der Vereinten Nationen, die am 29. Juli 1970 verabschiedet wurde. Sie wurde mit 13 Stimmen bei keiner Gegenstimme angenommen, wobei Frankreich und das Vereinigte Königreich sich der Stimme enthielten. 
In der Resolution stellte der Sicherheitsrat „mit großer Besorgnis fest, dass die Regierung Südafrikas sich weiterhin offen weigert, den Beschlüssen des Sicherheitsrats nachzukommen, die den sofortigen Rückzug Südafrikas aus Namibia fordern“.
Der Sicherheitsrat forderte alle Staaten auf, von jeglichen diplomatischen Aktivitäten abzusehen, die eine Anerkennung der südafrikanischen Hoheitsgewalt über das Gebiet implizieren könnten. Des Weiteren forderte er alle Staaten, die diplomatische Beziehungen zu Pretoria unterhalten, auf, eine formelle Erklärung abzugeben, dass sie eine solche Hoheitsgewalt nicht anerkennen und die fortsetzende Präsenz Südafrikas als illegal betrachten.
Der Sicherheitsrat forderte alle Staaten auf, dafür zu sorgen, dass alle staatlichen und staatlich kontrollierten Unternehmen ihre Geschäfte mit Namibia einstellen. Des Weiteren sollten Kredite und Investitionen an Namibia und Namibier zurückgehalten und von der Förderung des Tourismus und der Auswanderung nach Namibia abraten werden.
Darüber hinaus wurden alle Staaten aufgefordert ihre bilateralen Verträge mit Südafrika zu überprüfen, solang diese auf dem Gebiet Namibias Anwendung fanden. Auch der Generalsekretär sollte alle multilaterale Verträge mit Südafrika überprüfen, welche das Gebiet Namibias betreffen. Der United Nations Commissioner für Namibia sollte die Ergebnisse seiner Studien und Vorschläge zur Ausstellung von Pässen und Visa für Namibier zur Verfügung stellen. Des Weiteren sollte die Generalversammlung einen Fonds einrichtet, um Namibiern, die Verfolgung erlitten haben, Hilfe zu leisten und ein umfassendes Bildungs- und Ausbildungsprogramm für Namibier in dem Gebiet zu finanzieren. Schließlich setzte der Rat den Ad-hoc-Unterausschuss für Namibia wieder ein, um weitere Empfehlungen zur Umsetzung der einschlägigen Resolutionen zu prüfen.